# Cobra (film 1986)
Cobra è un film d'azione del 1986 diretto da George Pan Cosmatos, interpretato da Sylvester Stallone.
Il film è basato sul romanzo Facile preda, edito anche col titolo Bersaglio facile (A Running Duck / Fair Game), di Paula Gosling, dal quale è stato tratto nel 1995 anche un altro film, Facile preda di Andrew Sipes.

## Trama
Los Angeles. Marion Cobretti è un tenente della sezione di polizia Zombie Squad, una divisione che si occupa di delinquenti psicopatici. La sua missione è trarre in salvo i clienti di un supermercato tenuti in ostaggio da un membro di una setta di maniaci criminali denominata Le belve della notte, intenzionati, a loro dire, a punire la corruzione e la degenerazione dell'Occidente. Dopo diversi efferati omicidi, un elemento della banda assassina ne commette uno a viso scoperto dinnanzi alla fotomodella Ingrid Knudsen, che riesce a fuggire.
La Knudsen diviene così una scomoda testimone e toccherà quindi a "Cobra" (così viene soprannominato il tenente Cobretti) l'incarico di proteggerla. Ingrid è ricoverata in ospedale per via dello shock subito dopo essere stata inseguita dalle belve della notte, ma il capo della banda riesce a rintracciarla grazie alle informazioni di una "talpa" infiltrata nella polizia. Proprio nel momento in cui la donna sta per essere aggredita, interviene Cobretti, che la mette in salvo.
Così, dopo le critiche e i rimproveri che gli vengono mossi dai superiori per i metodi investigativi da lui utilizzati, Cobra decide di fare a modo suo, offrendo personalmente protezione a Ingrid. Entrambi si trasferiscono in un motel fuori città e questa vicinanza li farà innamorare.
La "talpa" però è proprio l'agente di polizia che li sta accompagnando al motel e che poi indicherà alle belve della notte il luogo esatto del loro nascondiglio. La banda di malviventi al completo si presenterà al motel il mattino seguente con lo scopo di eliminare Cobra e Ingrid, i quali, dopo una sparatoria, riescono a fuggire, trovando scampo in una fonderia. Il tenente Cobretti, dopo acerrime lotte, all'interno della fonderia riuscirà a eliminare a uno a uno tutti i componenti della setta, compresa l'odiata talpa e il suo spietato capo, mandandolo a bruciare dentro una fornace.

## Produzione
Il film fu prodotto dalla collaborazione tra la Cannon Films, Golan-Globus Productions e Warner Bros., che ha presentato il film. Un rarissimo workprint del film è stato reso disponibile per i fan, e sebbene la maggior parte delle copie siano di scarsa qualità, esse contengono circa 30-40 minuti di filmati non disponibili in qualsiasi altra versione, compreso tutto il materiale rientrante nella categoria "X" e rimosso dalla versione finale. 
Stallone rifiutò la parte di Axel Foley nel film Beverly Hills Cop - Un piedipiatti a Beverly Hills, ruolo impersonato poi da Eddie Murphy, poiché per la pellicola aveva proposto di riscrivere molte sequenze e cambiare nome al personaggio, stravolgendo di conseguenza la sceneggiatura. Tali modifiche erano quelle che verranno recuperate e utilizzate poi in Cobra.
La Ford Custom Mercury del 1950 usata nel film da Cobra era veramente la macchina di Stallone; lo studio ha prodotto altre due copie della macchina per usarle nelle scene di azione. 
Si pensò di produrre anche un sequel per il film, ma il progetto alla fine fu abbandonato. 
Il film ebbe numerosi problemi di continuità, viste le numerose scene censurate: il film, che doveva originariamente avere una durata di circa 2 ore, alla fine durò solo 84 minuti. Questi tagli furono eseguiti per impedire che il film fosse classificato X, ovvero vietato ai minori di 18 anni, per poter quindi essere trasmesso un maggior numero di volte e incassare altrettanto. 

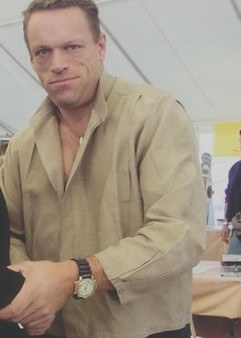
Brian Thompson interpreta il ruolo della "belva della notte"

Brian Thompson, l'interprete del capo delle belve della notte, dovette fare sette provini per assicurarsi il personaggio. Stallone per l'interpretazione di Cobra ha ricevuto circa 13 milioni di dollari. Quando uscì il film, propose alla scrittrice del romanzo a cui il film si era ispirato, Paula Gosling, di ristamparlo con il suo nome come autore, ma lei rifiutò l'offerta. Il budget per la realizzazione della pellicola ammonta a circa 25.000.000 dollari.

### Riprese
Le riprese si svolsero dal 23 ottobre 1985 al 17 gennaio 1986. Le scene sono state girate completamente in California, più precisamente nel quartiere di Venice a Los Angeles per l'inseguimento sopra ponti, al porto di Los Angeles per la fine dell'inseguimento, a Long Beach, al Waldorf Apartments di 5 Westminster Avenue, sempre a Venice, per l'appartamento di Cobra, al Rock Store di 30354 Mulholland Hwy (a Cornell) per gli esterni del ristorante, a Santa Clarita, e a Piru.

## Colonna sonora
Nella pubblicazione ufficiale della colonna sonora compare la canzone Skyline di Silvester Levay, che non si sente mai durante il film; le scene dove si sentiva questa traccia sono state infatti eliminate durante la fase di re-editing. Questa canzone doveva essere anche il brano finale del film, ma fu sostituito da Voice of America's Sons, di John Cafferty.
1. Voice of America's Sons - John Cafferty
2. Feel the Heat - Jean Beauvoir
3. Loving On Borrowed Time - Gladys Knight & Bill Medley
4. Skyline - Silvester Levay
5. Hold On to Your Vision - Gary Wright
6. Suave - Miami Sound Machine
7. Cobra - Silvester Levay
8. Angel of the City - Robert Tepper
9. Chase - Silvester Levay
10. Two into One - Bill Medley & Carmen Twillie

## Tagline
- This is where the law stops... and I start.
  - Qui la legge si ferma, e comincio io.
- Society is breeding a new kind of Criminal. It's also breeding a new kind of cop.
  - La società sta allevando un nuovo tipo di criminale. Sta anche allevando un nuovo tipo di poliziotto.
- Crime is the disease. Meet the Cure.
  - Il crimine è una piaga... Lui è la cura.
- The strong arm of the law.
  - Il braccio forte della legge.

## Distribuzione

### Date di uscita

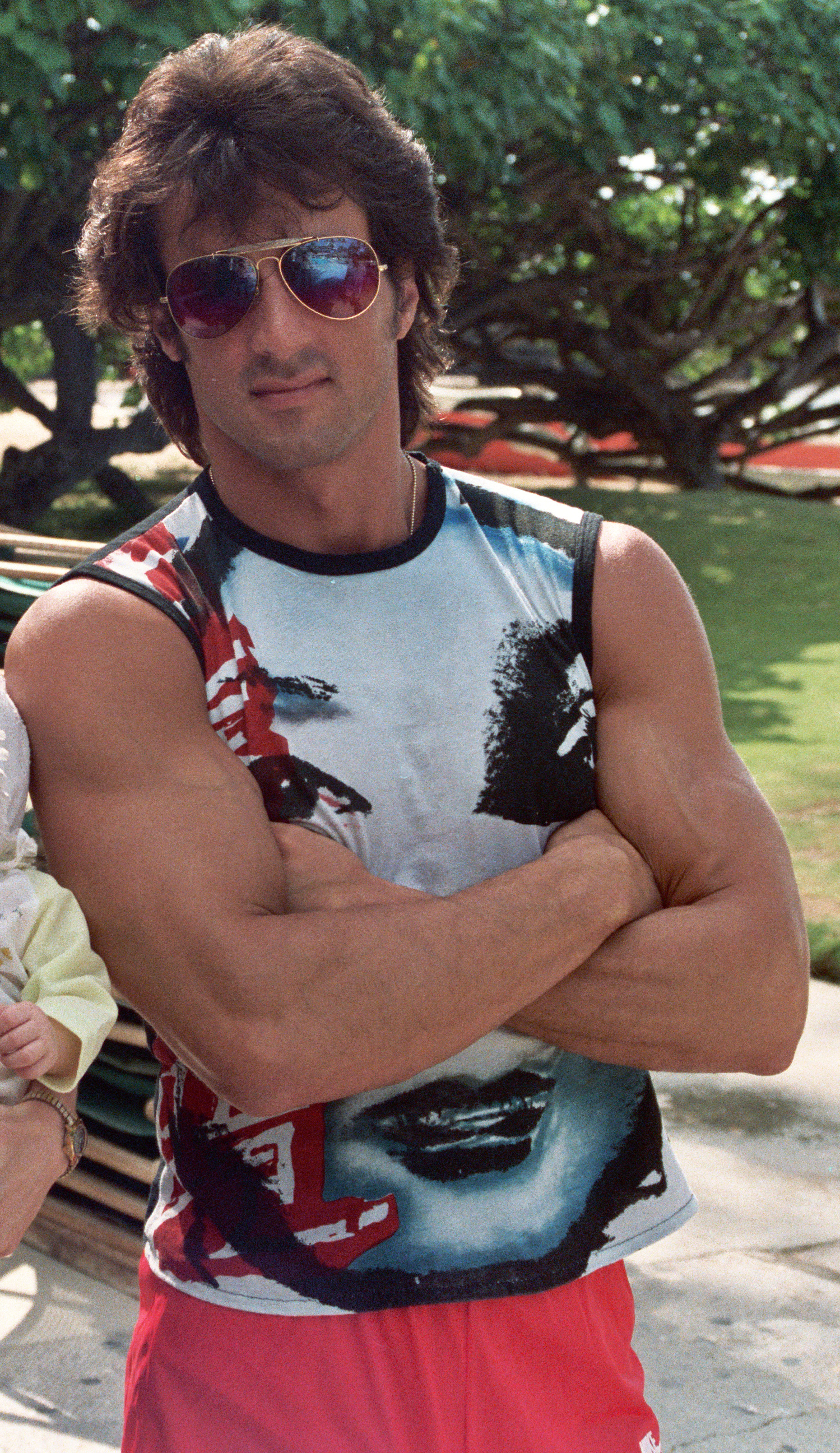
Sylvester Stallone recita il ruolo del detective "Cobra", il protagonista del film

Il film è stato distribuito negli Stati Uniti d'America il 23 maggio 1986 dalla Cannon Film Distributors; nei Paesi Bassi il 10 luglio; a Taiwan il 19 luglio; in Australia il 24 luglio; in Regno Unito e in Irlanda il 1º agosto; a Madrid l'8 agosto con il nome Cobra, el brazo fuerte de la ley; in Giappone il 9 agosto; in Brasile l'11 agosto come Stallone Cobra; in Danimarca il 15 agosto come Cobra - lovens stærke arm; in Uruguay il 21 agosto come Cobra; in Finlandia il 12 settembre come Cobra - lain vahva käsi; in Argentina il 25 settembre come Cobra, el brazo fuerte de la ley; in Germania Ovest il 2 ottobre come Die City-Cobra; in Portogallo il 17 ottobre come Cobra, o Braço Forte da Lei; in Francia (Cobra) e in Grecia (Kobra) il 22 ottobre; in Italia il 24 ottobre; in Corea del Sud il 20 giugno 1987; in Ungheria il 28 gennaio 1988 come Kobra; in Svezia il 13 maggio; in Turchia il 6 luglio 1990 come Kobra. In Italia il DVD della pellicola è stato messo sul mercato a partire dal 23 novembre 1999, mentre il Blu-ray Disc dal 31 agosto 2011, entrambi distribuiti dalla Warner Home Video.

### Divieto
Il film, a seconda del paese di proiezione, ha avuto una censura più o meno "severa": in Argentina e in Australia è stato vietato ai minori di 18 anni; in Brasile ai minori di 16 anni; nella maggior parte del Canada ai minori di anni 14; nel Québec ai minori di 13 anni; in Finlandia il film censurato ai minori di 18 anni, quello molto censurato ai minori di 16, quello integrale inizialmente ai minori di 16, per poi essere cambiato in minori di 18 anni; in Francia ai minori di 12; in Germania, quando fu ritrasmesso nella versione integrale nel 2012 fu vietato ai minori di 18 anni, mentre in Germania Ovest fu trasmesso solo in versione censurata, che fu però anch'essa vietata ai minori di anni 18; in Islanda ai minori di 16; in Italia ai minori di 14; in Messico ai minori di 18 anni; in Perù ai minori di 18 anni; in Portogallo ai minori di 16 anni; a Singapore la visione dei bambini è stata permessa solo con la presenza di un adulto; in Corea del Sud il film censurato ai minori di 15 anni; in Svezia minori di 15; nel Regno Unito la versione censurata ai minori di 18. Negli Stati Uniti d'America la Motion Picture Association of America (MPAA) ha valutato il film con il certificato nº 28156 R (restricted), ovvero vietato ai minori di 17 anni non accompagnati dai genitori.

## Accoglienza

### Incassi
Il film, nel primo giorno di programmazione (23 maggio) in patria incassa $ 3.670.015; nel secondo riesce a guadagnarne quasi 5 milioni, arrivando a $ 8.302.351; il 25 la somma ammonta a $ 12.653.032, il 26 a $ 15.652.147. L'incasso totale negli Stati Uniti d'America ammonta a $ 49.042.224, mentre globalmente ne incassa circa $ 160.000.000.

### Critica
Il film è stato accolto male dalla critica: su IMDb ottiene un punteggio di 5.8/10, su Comingsoon 2.3/5, su MYmovies.it 2.56/5, su FilmTV 4.6/10, su Movieplayer.it 2.4/5, su AllMovie 1.5/5.
- Laura e Morando Morandini (da Telesette):[13]
  - "Poliziesco? Quella faccia di bronzo di Stallone ha inventato il fantapoliziesco. Esistono due approcci al film: prenderlo sul serio e allora è un caso di cretinismo premeditato, oppure no e allora i suoi vizi sono ribaltati."
- Francesco Mininni (da Magazine italiano TV):[13]
  - "Dove si ferma la legge comincio io". Così dice Stallone guardando torvo la macchina da presa. Ma, sotto sotto, non ci crede neanche lui, per quanto eviti accuratamente ogni accenno di ironia in quasi tutti i suoi film. Cobra è un poliziotto che non lascia il segno: molto meglio Callaghan."

Il film ha ricevuto sei candidature ai Razzie Awards 1987 tra cui peggior film.

## Videogioco
La Ocean Software realizzò un videogioco omonimo, Cobra, nel 1986-1987 per i computer Commodore 64, ZX Spectrum e Amstrad CPC. Trattasi di un gioco a piattaforme a scorrimento orizzontale, dove il giocatore controlla Cobretti nel tentativo di sconfiggere "le belve della notte" e proteggere la modella Ingrid dalla loro collera. Le tre versioni sono tuttavia molto differenti tra loro, anche nel design. Tutte incontrarono un certo favore del pubblico, pur non essendo produzioni molto articolate.